# 岩貞るみこ
岩貞 るみこ（いわさだ るみこ、1962年 ）は日本のモータージャーナリスト、ノンフィクション作家。
神奈川県横浜市出身。会社勤務を経て、1988年より渡邉靖彰に師事。同年5月、創刊の雑誌『Hanako』（マガジンハウス刊）にて自動車記事の連載を開始。1995年にイタリアに留学。1997年に帰国。
こどもたちに命の大切さを伝えることで、大人になったときに安全運転してくれるようになると信じ、2004年から、命や生き物の大切さ、仕事の楽しさを伝える児童ノンフィクションを書き始める。『もういちど宙へ』は韓国で、『しっぽをなくしたイルカ』『ハチ公物語』は台湾と中国で、『ベイリー、大好き』『もしも病院に犬がいたら』は台湾で、『ゾウのいない動物園』は中国で、翻訳出版されている。

## 作品リスト
- 『思いっきり！ イタリア遊学 700日間自由気まま』（1998年 立風書房）
- 『もういちど宙（そら）へ　沖縄美ら海水族館 人工尾びれをつけたイルカ フジの物語』（2005年 講談社）
- 『しっぽをなくしたイルカ　沖縄美ら海水族館フジの物語』（2007年 講談社青い鳥文庫）
- 『命をつなげ！ ドクターヘリ　日本医科大学千葉北総病院より』（2008年 講談社青い鳥文庫）
- 『ハチ公物語　待ちつづけた犬』（2009年 講談社青い鳥文庫）
- 『エンジンスタート！　ドクターヘリ物語』（2009年 講談社青い鳥文庫）
- 『テイクオフ！　ドクターヘリ物語２』（2009年 講談社青い鳥文庫）
- 『ゾウのいない動物園　上野動物園 ジョン、トンキー、花子の物語』（2010年 講談社青い鳥文庫）
- 『フライトナース ハナ　黒衣の天使が舞い降りる!?の巻』（2010年 講談社青い鳥文庫）
- 『フライトナース ハナ　わたしは空飛ぶ人魚姫？の巻』（2010年 講談社青い鳥文庫）
- 『救命救急フライトドクター　攻めの医療で命を救え！』（2011年 講談社）
- 『ベイリー、大好き　セラピードッグと小児病院のこどもたち』（2011年 小学館）
- 『青い鳥文庫ができるまで』（2012年 講談社／2015年 講談社青い鳥文庫）
- 『東京消防庁 芝消防署24時 すべては命を守るために』（2013年 講談社）
- 『わたしたちは、いのちの守人　三人の看護師助産師の現場』（2014年 講談社世の中への扉シリーズ）
- 『お米ができるまで』(2015年 講談社)
- 『わたし、がんばったよ。 急性骨髄性白血病をのりこえた女の子のお話。』（2015年 講談社／2018年 講談社青い鳥文庫）
- 『未来のクルマができるまで　世界初、水素で走る燃料電池自動車 ＭＩＲＡＩ』（2016年講談社）
- 『もしも病院に犬がいたら　こども病院ではたらく犬、ベイリー』 (2017年 講談社青い鳥文庫)
- 『キリンの運びかた、教えます　電車と病院も!?』（2018年 講談社）
- 『冒険に生きる 植村直己 』（2019年 講談社火の鳥伝記文庫）
- 『命をつなげ！ドクターヘリ2』（2019年 講談社青い鳥文庫）
- 『ガリガリ君ができるまで』（2020年 講談社）
- 『世界でいちばん優しいロボット』（2021年 講談社）
- 『法律がわかる！桃太郎こども裁判』（2022年 講談社）
- 『こちら、沖縄美ら海水族館 動物健康管理室。』（2024年 講談社）

翻訳
- エリック・ナイト『新訳名犬ラッシー』（2017年 講談社青い鳥文庫）

## メディア・ミックス
映画化
『ドルフィンブルー フジ、もういちど宙へ』（2007年公開、監督：前田哲、主演：松山ケンイチ、ヒロイン：高畑充希）

## 受賞歴等
- 『未来のクルマができるまで』（2017年度 青少年読書感想文 岡山県コンクール小学校高学年の指定図書）
- 『キリンの運びかた、教えます』(2019年 厚生労働省社会保障審議会推薦 児童福祉文化財、2019年 全国学校図書協議会 第52回夏休みの本（緑陰図書）)
- 『世界でいちばん優しいロボット』（2021年 福井市こどもの本大賞　ノンフィクション大賞）

## 主な役職・委員会等
- 国土交通省交通政策審議会陸上交通分科会自動車交通部会安全基準検討員（平成17年度）
- 国土交通省独立行政法人評価委員会自動車検査分科会臨時委員